# Uusikaupunki

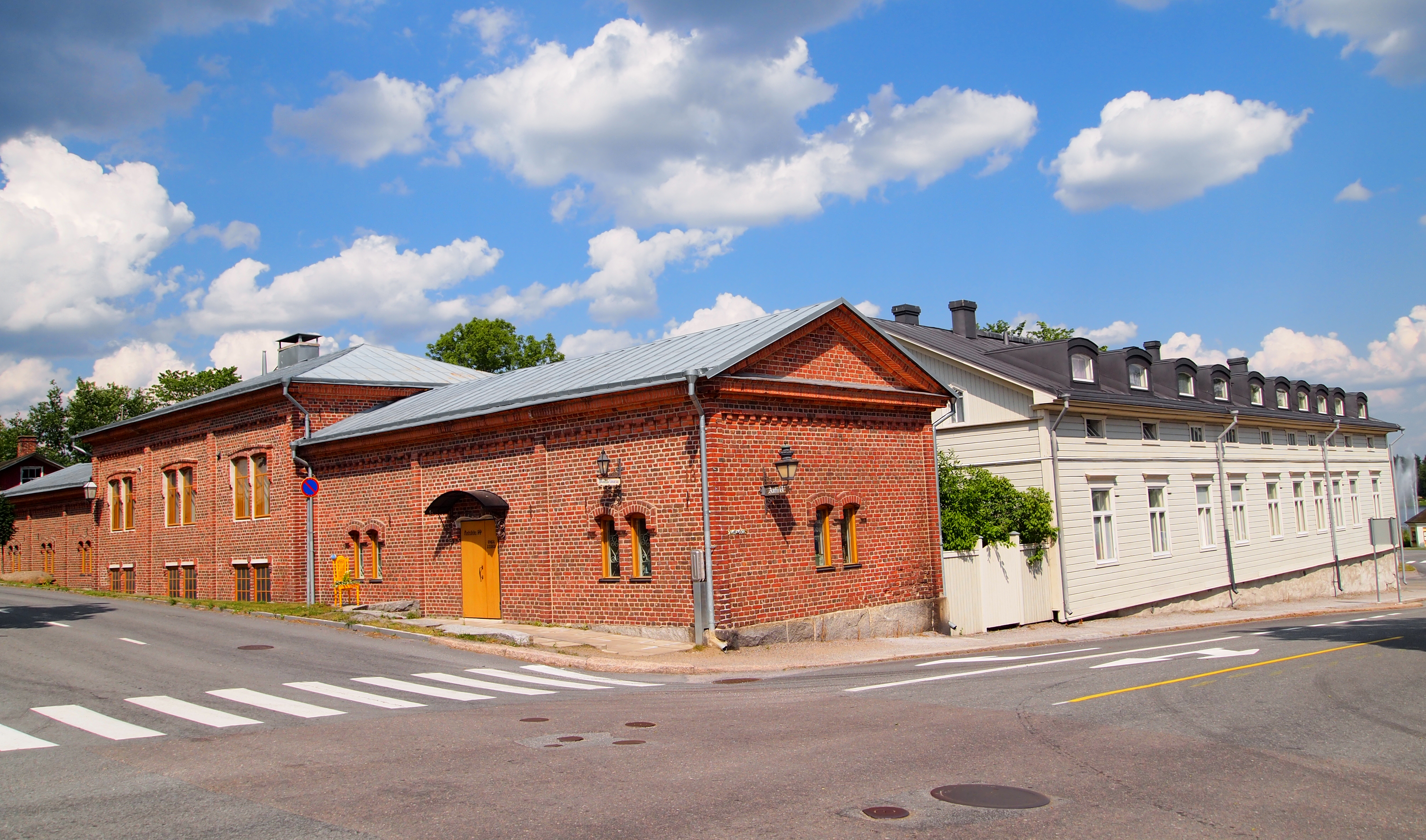
Uusikaupunki

Uusikaupunki (ˈuːsiˌkɑupuŋki), ou Nystad em sueco, é uma cidade e município da Finlândia. Está localizada na província de Finlândia Ocidental e é parte da região Finlândia Própria. O município tem uma população de 16.260 (2004) e cobre uma área de 540,65 km² dos quais 47,72 km² é água. A densidade populacional é 32,99 habitantes por km².
O município é uniliguisticamente finlandês. Tanto seu nome finlandês quanto seu nome sueco significam "nova cidade".

## Cidades-irmãs
| - Antsla, Estônia - Haderslev, Dinamarca | - Novgorod, Rússia - Sandefjord, Noruega | - Szentendre, Hungria - Varberg, Suécia |